# Randy Crouch

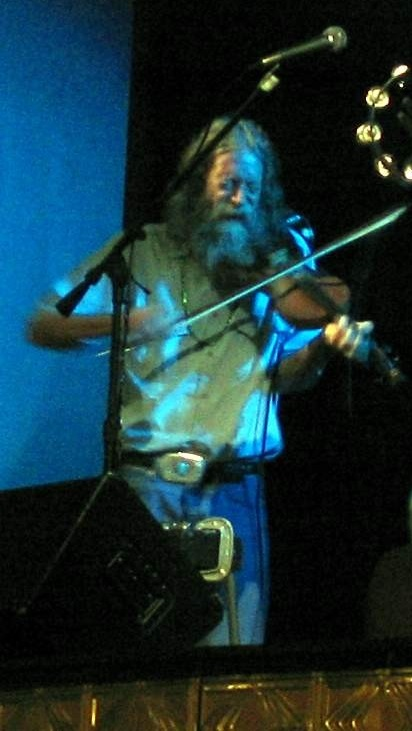
Randy Crouch (2006) in Catoosa, Oklahoma

Randal „Randy“ B. Crouch (* 1. April 1952) ist ein US-amerikanischer Countrysänger und Multiinstrumentalist der Red-Dirt-Szene.

## Leben und Karriere
Randy Crouch wurde 1952 geboren und wuchs in West-Texas auf, wo er in seiner Jugend alle paar Jahre den Ort wechselte. Zunächst begann er mit dem Spielen des Klaviers, der Gitarre und der Ukulele. Während seiner High-School-Zeit spielte er zum ersten Mal in einer Band. Er hat seit seinem 1983 erschienenen Debütwerk Colorslide eine Reihe eigener Alben herausgebracht, darunter 1998 auch ein Unplugged-Album, hat seine Bandtätigkeit aber bis heute nicht aufgegeben und ist seit einigen Jahren ständiges Mitglied der Red Dirt Rangers. Zudem hat er unterstützend an einigen Werken von Künstlern wie Lisa Perry, Jason Boland & the Stragglers oder South 40 mitgearbeitet. 2006 veröffentlichte Crouch ein Kollaborationsalbum mit dem 2008 verstorbenen Bob Childers.
Crouch lebt in Tahlequah, Oklahoma, in einem Haus ohne Elektrizität. Er versteht sich als  Protestmusiker. Zu seinen größten Idolen zählt er die Beatles, die Rolling Stones, Jimi Hendrix, sowie die Bluegrass-Band New Grass Revival. Crouch wird häufiger als einer der besten Rockviolinisten bezeichnet, zudem gilt es als einer der entscheidenden Wegbereiter der Red-Dirt-Musik. Des Weiteren ist seine Musik vom sogenannten Tulsa Sound, einer aus Tulsa stammenden Musikrichtung, beeinflusst. Als Multiinstrumentalist spielt Crouch nicht nur Geige und Gitarre, gleichermaßen beherrscht er die Pedal-Steel-Gitarre und weitere Instrumente. Laut seiner Website ist Crouch mehr als 20 Mal bei den Oklahoma Music Awards nominiert worden. Gewonnen hat er unter anderem den Preis als Entertainer des Jahres (2005), Singer-Songwriter des Jahres (2005), Sänger des Jahres (2006) und als Steel-Gitarrist des Jahres (2007). Zudem wurde in die Oklahoma Music Hall of Fame aufgenommen.

## Diskografie
- 1983: Colorslide
- 1995: Take Two
- 1996: The Flying Horse Opera
- 1997: It's Too Bad
- 1998: Unplugged
- 2003: What's Goin' On?
- 2004: Natural Selection
- 2006: Kindred (mit Bob Childers)
- 2009: Just a Few More Things